# Markku Taskinen
Markku Aulis Taskinen (ur. 25 lutego 1952 w Kuusamo) – fiński lekkoatleta, średniodystansowiec, halowy mistrz Europy z 1978.
Zdobył dwa brązowe medale na mistrzostwach Europy w 1974 w Rzymie: w biegu na 800 metrów, gdzie przegrał tylko z Luciano Sušanjem z Jugosławii i Steve’em Ovettem z Wielkiej Brytanii oraz w sztafecie 4 × 400 metrów (która biegła w składzie: Stig Lönnqvist, Ossi Karttunen, Taskinen i Markku Kukkoaho). Fińska sztafeta 4 × 400 metrów została pierwotnie zdyskwalifikowana za przepychanie się z użyciem łokci przez Kukkoaho na początku jego zmiany, ale Fińska Federacja Lekkoatletyczna złożyła skuteczny kontrprotest. Taskinen odpadł w eliminacjach biegu na 800 metrów na halowych mistrzostwach Europy w 1977 w San Sebastián.
Zwyciężył w biegu na 800 metrów na halowych mistrzostwach Europy w 1978 w Mediolanie, wyprzedzając Olafa Beyera z Niemieckiej Republiki Demokratycznej i Rogera Milhau z Francji. Na mistrzostwach Europy w 1978 w Pradze odpadł w półfinale biegu na 800 metrów, a fińska sztafeta 4 × 400 metrów nie ukończyła biegu eliminacyjnego.
Taskinen był mistrzem Finlandii w biegu na 400 metrów w 1973 oraz w biegu na 800 metrów w latach 1973–1976 i 1978. Był także wicemistrzem w biegu na 400 metrów w 1975 oraz brązowym medalistą na tym dystansie w 1974 i 1979. W hali był mistrzem swego kraju w biegu na 800 metrów w 1977.
Rekord życiowy Taskinena w biegu na 800 metrów wynosił 1:45,89 i został ustanowiony podczas mistrzostw Europy w Rzymie 4 września 1974.